# Roche-Saint-Secret-Béconne
Roche-Saint-Secret-Béconne település Franciaországban, Drôme megyében. Lakosainak száma 477 fő (2022. január 1.). Roche-Saint-Secret-Béconne Dieulefit, Montbrison-sur-Lez, Montjoux, Le Pègue, Le Poët-Laval és Taulignan községekkel határos.

## Népesség
A település népessége az elmúlt években az alábbi módon változott:
| Lakosok száma | 190  | 275  | 313  | 361  | 422  | 440  | 452  | 464  | 469  | 477  |
|               | 1968 | 1982 | 1990 | 2006 | 2013 | 2015 | 2017 | 2019 | 2020 | 2022 |